# A・P・ヒル
アンブローズ・パウェル・ヒル（英: Ambrose Powell Hill、1825年11月9日-1865年4月2日）は、南北戦争の時の南軍将軍である。「ヒルの軽装師団」の指揮官として早くから名声を上げ、ストーンウォール・ジャクソンの有能な片腕となった。後にロバート・E・リーの北バージニア軍で軍団指揮を務め、南北戦争終結を目前にして戦死した。

## 初期の経歴
その部下たちには「小さなパウェル」と呼ばれたヒルはバージニア州カルペパーで生まれ、アメリカ陸軍士官学校を1847年に卒業した。この時の成績は同級38人中15番目だった。少尉として第1アメリカ砲兵連隊に配属された。米墨戦争とセミノール戦争に従軍し、1851年9月に中尉に昇進した。1855年から1860年、合衆国の海岸測量に携わった。1859年、若い未亡人キティ・モーガン・マクラーグと結婚し、後に南軍の騎兵将軍となるジョン・ハント・モーガンおよびベイジル・W・デュークとは義兄弟になった。

## 南北戦争
1861年3月、南北戦争が勃発する直前に、アメリカ陸軍から退役した。バージニア州が合衆国から脱退すると、第13バージニア歩兵連隊の大佐に任官され、第一次ブルランの戦いで頭角を現した。翌年2月には准将に昇進し、ポトマック軍の旅団を指揮した。
1862年の半島方面作戦では、ウィリアムズバーグの戦いでの功績によってさらに昇進を果たし、少将としてロバート・E・リーの北バージニア軍でも最も傑出して成功した師団指揮官の一人となった。ヒルの「軽装師団」（実際に南軍の中で最大）は七日間の戦い、シーダー山の戦い、第二次ブルランの戦い、アンティータムの戦いおよびフレデリックスバーグの戦いでその優秀さが認められた。その師団はストーンウォール・ジャクソン軍団の一部となった。1863年5月のチャンセラーズヴィルの戦いでジャクソンが致命傷を負った後、ヒルは短期間軍団の指揮を執り、自身も負傷した。ジャクソンが死んだ日のタッカー・レイシー牧師の証言に拠れば、ジャクソンは昏睡状態の中でヒルに対する指示として、「ペンドルトンさん、ヒル将軍は何処にいる？彼の旅団を前に出して敵の側面を一蹴しろと伝えてくれ。」と言ったとされる。チャンセラーズヴィルの戦いの開戦時にジャクソンの有名な側面行軍を思い出していた可能性がある。
ジャクソンの死後、ヒルは中将に昇進し新しく創られたリー軍の第3軍団指揮官となった。ヒルはこの軍団を率いて1863年のゲティスバーグ方面作戦、同じ年秋の方面作戦およびオーバーランド方面作戦と1864年から1865年にかけてのピーターズバーグ包囲戦を戦った。ヒルは生きて南軍の崩壊を見たくないと言ったことがあり、1865年4月2日（リーがアポマトックス・コートハウスで降伏するちょうど7日前）に、わずか一人の参謀士官を伴い、馬でピーターズバーグの前線に出たときに、北軍第138ペンシルベニア連隊のジョン・E・モーク伍長に殺された。

## 分析
ヒルは戦争中の論争を免れなかった。脆弱な体質でありしばしば病気に苦しめられて、ゲティスバーグ、荒野およびスポットシルバニア・コートハウスの各戦いではその有効性を減じた（歴史家の中には、ヒルが性病、恐らくは淋病の合併症を患っており、ウェストポイントの士官候補生時代に罹患したと信じる者が居る。士官学校病院の記録では、1844年9月9日に一時帰休した際に罹患した淋病の治療を受けたことを示している）。
歴史家のラリー・タッグはヒルのことを「常に感情的で...戦闘前にはひどく消耗しており、戦闘が始まろうとするときに体調が優れなくなる傾向が増した。」と言っている。この傾向は彼の示した自信たっぷりな態度と戦闘的な姿勢によってある程度釣り合わされていた。彼はしばしば赤い毛織りの狩猟用シャツを着ており、これを「戦闘用シャツ」と呼んだ。戦いがまさに始まろうとするとき、部下の者達は「ちいさなパウェルが戦いのシャツを着けた」という言葉を伝えて、武器のチェックを始めた。
ヒルは一般兵にも愛着を抱いており、ある士官は彼のことを「リーの将軍達の中で最も愛すべき者」と言った。「彼のやり方はあまりに丁寧でほとんど決断を欠いた」とも言われたが、その行動は性急であり決断を欠いてはいなかった。ただし時には判断を欠いた。ゲティスバーグでは、リーの全軍が揃う前の7月1日にヒルの採った向こう見ずな行動は広く批判されてきた。
それでもヒルはこの戦争で両軍から最も高く尊敬された将軍の一人だった。ヒルが少将の時、ロバート・E・リーは南軍の当時の少将では最善の者と書いた。ヒルはまさに決定的瞬間に戦場に到着し勝利を確保するという評判を受けた（例えばアンティータム、シーダー山、および第二次ブルランの各戦い）。ストーンウォール・ジャクソンはその死の床のうわごとでヒルに「戦闘準備」を要求した。リーもまたその臨終の時にヒルを呼んだ（ヒルに今来るように告げろ）という記録もあるが、最近の医学の意見では、リーは最期の病気の時に話すことも出来なかったと考えている。

## 記念
- 記念碑の市と呼ばれるバージニア州リッチモンドには、ハーミテージ道路歴史地区のラバーナム・アベニューとハーミテージ道路の交差点中心にA・P・ヒルの記念碑があった。この碑は個人が埋葬されていることではリッチモンドで唯一のものであった。
- ワシントンD.C.とリッチモンドのおよそ中間にあるバージニア州キャロライン郡のA・P・ヒル砦はヒルに因んで名付けられた。
- 第二次世界大戦中、アメリカ海軍はリバティ船の一つをA・P・ヒルと名付けた。
- ヒルの剣はバージニア州チェスターフィールドのチェスターフィールド郡博物館に展示されている。

## 大衆文化の中で
ロナルド・F・マクスウェルの南北戦争映画『ゲティスバーグ』（1993年）と『ゴッド&ジェネラル/伝説の猛将』（2003年）にヒルが登場する。ただし、演じた俳優は2つの映画で別の者だった。『ゲティスバーグ』では、歴史家で南北戦争の再現家パトリック・ファルシによって演じられ、『ゴッド&ジェネラル/伝説の猛将』では、性格俳優ウィリアム・サンダーソンが演じた。